# Tropidurus
Tropidurus — рід ігуаноподібних ящірок родини Tropiduridae. Представники цього роду мешкають в Південній Америці.

## Географічний ареал і середовище проживання
Ящірки з роду Tropidurus поширені в Південній Америці, передусім в тропічних лісах Амазонії, але також і в більш посушливих регіонах.

## Опис
Представникам роду Tropidurus притаманний статевий диморфізм. Самці зазвичай значно більші за самиць, мають яскравіше забарвлення та чіткий візерунок на тілі. Розміри цих ящірок дуже різняться залежно від середовища проживання, як і візерунок на тілі, навіть у особин одного виду. Як і багато ящірок, вони змінюють колір залежно від настрою та температури.

## Види
Рід Tropidurus нараховує 29 видів:
- Tropidurus azurduyae A.L.G. Carvalho, Rivas, Céspedes & Rodrigues, 2018
- Tropidurus bogerti Roze, 1958
- Tropidurus callathelys M.B. Harvey & Gutberlet, 1998
- Tropidurus catalanensis Gudynas & Skuk, 1983
- Tropidurus chromatops M.B. Harvey & Gutberlet, 1998
- Tropidurus cocorobensis Rodrigues, 1987
- Tropidurus erythrocephalus Rodrigues, 1987
- Tropidurus etheridgei Cei, 1982
- Tropidurus guarani Álvarez, Cei & Scolaro, 1994
- Tropidurus helenae (Manzani & Abe, 1990)
- Tropidurus hispidus (Spix, 1825)
- Tropidurus hygomi J.T. Reinhardt & Lütken, 1861
- Tropidurus imbituba Kunz & Borges-Martins, 2013
- Tropidurus insulanus Rodrigues, 1987
- Tropidurus itambere Rodrigues, 1987
- Tropidurus jaguaribanus Passos, Lima & Borges-Nojosa, 2011
- Tropidurus lagunablanca A.L.G. Carvalho, 2016
- Tropidurus madeiramamore  Carvalho, Paredero, Villalobos-Chaves, Ferreira, Rodrigues & Curcio, 2023
- Tropidurus melanopleurus Boulenger, 1902
- Tropidurus montanus Rodrigues, 1987
- Tropidurus mucujensis Rodrigues, 1987
- Tropidurus oreadicus Rodrigues, 1987
- Tropidurus pinima (Rodrigues, 1984)
- Tropidurus psammonastes Rodrigues, Kasahara & Yonenaga-Yasuda, 1988
- Tropidurus semitaeniatus (Spix, 1825)
- Tropidurus sertanejo A.L.G. Carvalho, et al., 2016
- Tropidurus spinulosus (Cope, 1862)
- Tropidurus torquatus (Wied-Neuwied, 1820)
- Tropidurus xanthochilus M.B. Harvey & Gutberlet, 1998